# Абдулинський міський округ
Абду́линський міський округ (рос. Абдулинский городской округ) — міський округ у складі Оренбурзької області Російської Федерації.
Адміністративний центр — місто Абдулино.

## Історія
Абдулинський район був утворений 1928 року.
Станом на 2002 рік існували Абдулинський район та Абдулинська міська адміністрація обласного підпорядкування:
| Поселення                        | Площа, км² | Населення, осіб (2002) | Населені пункти                                                                           |
| -------------------------------- | ---------- | ---------------------- | ----------------------------------------------------------------------------------------- |
| Абдулинський район               |            |                        |                                                                                           |
| Абдрахмановська сільська рада    | -          | 393                    | село Абдрахманово                                                                         |
| Авдієвська сільська рада         | -          | 254                    | село Авдієвка                                                                             |
| Артемьєвська сільська рада       | -          | 1220                   | села Артемьєвка, Булатовка, Захаркино, селище Сєверна Звєзда                              |
| Баклановська сільська рада       | -          | 233                    | село Баклановка                                                                           |
| Великосурметська сільська рада   | -          | 491                    | село Великий Сурмет, присілок Зоровка                                                     |
| Єгор'євська сільська рада        | -          | 286                    | село Єгор'євка                                                                            |
| Ємантаєвська сільська рада       | -          | 546                    | село Ємантаєво, присілки Верхній Курмей, Гавриловка, селище Новоєгор'євка                 |
| Зеріклинська сільська рада       | -          | 485                    | села Зерікла, Степановка Перша                                                            |
| Ісайкинська сільська рада        | -          | 507                    | село Ісайкино, присілок Васькино, селище Алексієвка                                       |
| Іскринська сільська рада         | -          | 1680                   | села Новотроєвка, Яковлевка, присілок Аркаєвка, селища Венера, Іскра, Черьомушки, Чемізла |
| Комишсадацька сільська рада      | -          | 373                    | село Комиш-Садак, селище Савельєвка                                                       |
| Малосурметська сільська рада     | -          | 592                    | села Андрієвка, Малий Сурмет                                                              |
| Нижньокурмейська сільська рада   | -          | 523                    | села Алферовка, Нижній Курмей, селище Даниловка                                           |
| Ніколькинська сільська рада      | -          | 406                    | село Ніколькино                                                                           |
| Новотіріська сільська рада       | -          | 339                    | село Новий Тіріс                                                                          |
| Новоякуповська сільська рада     | -          | 1115                   | села Новоякупово, Радовка, селища Красна Нива, Тіріс                                      |
| Первомайська сільська рада       | -          | 1010                   | село Васильєвка, селища Лісний, Первомайський                                             |
| Петровська сільська рада         | -          | 223                    | село Петровка                                                                             |
| Покровська сільська рада         | -          | 1090                   | село Покровка, присілок Артамоновка                                                       |
| Старошалтинська сільська рада    | -          | 740                    | село Старі Шалти                                                                          |
| Степановська Друга сільська рада | -          | 702                    | село Степановка Друга                                                                     |
| Тіріс-Усмановська сільська рада  | -          | 666                    | село Тіріс-Усманово                                                                       |
| Чеганлинська сільська рада       | -          | 611                    | село Чеганли                                                                              |
| Абдулинська міська рада          |            |                        |                                                                                           |
| Сорочинська міська рада          | -          | 21537                  | місто Абдулино                                                                            |

2005 року район перетворено в Абдулинський муніципальний район, місто Абдулино увійшло до його складу. 2016 року Абдулинський муніципальний район було перетворено в Абдулинський міський округ, при цьому були ліквідовані усі поселення:
| Поселення                       | Площа, км² | Населення, осіб (2010) | Населені пункти                                                                           |
| ------------------------------- | ---------- | ---------------------- | ----------------------------------------------------------------------------------------- |
| Абдулинське міське поселення    | -          | 20173                  | місто Абдулино                                                                            |
| Абдрахмановська сільська рада   | -          | 677                    | села Абдрахманово, Ніколькино                                                             |
| Авдієвська сільська рада        | -          | 254                    | село Авдієвка                                                                             |
| Артемьєвська сільська рада      | -          | 905                    | села Артемьєвка, Булатовка, Захаркино, селище Сєверна Звєзда                              |
| Ємантаєвська сільська рада      | -          | 488                    | села Єгор'євка, Ємантаєво, присілки Верхній Курмей, Гавриловка                            |
| Зеріклинська сільська рада      | -          | 599                    | села Зерікла, Новий Тіріс, Степановка Перша                                               |
| Іскринська сільська рада        | -          | 1511                   | села Новотроєвка, Яковлевка, присілок Аркаєвка, селища Венера, Іскра, Черьомушки, Чемізла |
| Комишсадацька сільська рада     | -          | 346                    | села Авдієвка, Комиш-Садак, селище Савельєвка                                             |
| Малосурметська сільська рада    | -          | 674                    | села Андрієвка, Великий Сурмет, Малий Сурмет, присілок Зоровка                            |
| Нижньокурмейська сільська рада  | -          | 318                    | села Алферовка, Нижній Курмей, селище Даниловка                                           |
| Новоякуповська сільська рада    | -          | 984                    | села Новоякупово, Радовка, селища Красна Нива, Тіріс                                      |
| Первомайська сільська рада      | -          | 549                    | село Васильєвка, селища Лісний, Первомайський                                             |
| Покровська сільська рада        | -          | 1106                   | села Ісайкино, Покровка, присілки Артамоновка, Васькино, селище Алексієвка                |
| Старошалтинська сільська рада   | -          | 585                    | села Баклановка, Старі Шалти                                                              |
| Тіріс-Усмановська сільська рада | -          | 516                    | село Тіріс-Усманово                                                                       |
| Чеганлинська сільська рада      | -          | 1115                   | села Петровка, Степановка Друга, Чеганли                                                  |

## Населення
Населення — 25606 осіб (2019; 30546 в 2010, 36022 у 2002).

## Населені пункти
| №  | Населений пункт          | Населення, осіб (2002) | Населення, осіб (2010) |
| -- | ------------------------ | ---------------------- | ---------------------- |
| 1  | Абдрахманово, село       | 393                    | 345                    |
| 2  | Абдулино, місто          | 21537                  | 20173                  |
| 3  | Авдієвка, село           | 254                    | 172                    |
| 4  | Алексієвка, селище       | 4                      | 0                      |
| 5  | Алферовка, село          | 54                     | 22                     |
| 6  | Андрієвка, село          | 80                     | 35                     |
| 7  | Аркаєвка, присілок       | 70                     | 55                     |
| 8  | Артамоновка, присілок    | 114                    | 76                     |
| 9  | Артемьєвка, село         | 669                    | 567                    |
| 10 | Баклановка, село         | 233                    | 23                     |
| 11 | Булатовка, село          | 268                    | 180                    |
| 12 | Васильєвка, село         | 277                    | 161                    |
| 13 | Васькино, присілок       | 176                    | 125                    |
| 14 | Великий Сурмет, село     | 472                    | 277                    |
| 15 | Венера, селище           | 949                    | 871                    |
| 16 | Верхній Курмей, присілок | 104                    | 67                     |
| 17 | Гавриловка, присілок     | 62                     | 38                     |
| 18 | Даниловка, селище        | 2                      | 3                      |
| 19 | Єгор'євка, село          | 286                    | 162                    |
| 20 | Ємантаєво, село          | 380                    | 221                    |
| 21 | Захаркино, село          | 203                    | 132                    |
| 22 | Зерікла, село            | 272                    | 153                    |
| 23 | Зоровка, присілок        | 19                     | 1                      |
| 24 | Ісайкино, село           | 327                    | 243                    |
| 25 | Іскра, селище            | 228                    | 217                    |
| 26 | Комиш-Садак, село        | 288                    | 155                    |
| 27 | Красна Нива, селище      | 20                     | 4                      |
| 28 | Лісний, селище           | 179                    | 142                    |
| 29 | Малий Сурмет, село       | 512                    | 361                    |
| 30 | Нижній Курмей, село      | 467                    | 293                    |
| 31 | Ніколькино, село         | 406                    | 332                    |
| 32 | Новий Тіріс, село        | 339                    | 300                    |
| -  | Новоєгор'євка, селище    | 0                      | -                      |
| 33 | Новотроєвка, село        | 129                    | 102                    |
| 34 | Новоякупово, село        | 967                    | 880                    |
| 35 | Первомайський, селище    | 554                    | 246                    |
| 36 | Петровка, село           | 223                    | 150                    |
| 37 | Покровка, село           | 976                    | 662                    |
| 38 | Радовка, село            | 123                    | 97                     |
| 39 | Савельєвка, селище       | 85                     | 19                     |
| 40 | Сєверна Звєзда, селище   | 80                     | 26                     |
| 41 | Старі Шалти, село        | 740                    | 562                    |
| 42 | Степановка Друга, село   | 702                    | 463                    |
| 43 | Степановка Перша, село   | 213                    | 146                    |
| 44 | Тіріс, селище            | 5                      | 3                      |
| 45 | Тіріс-Усманово, село     | 666                    | 516                    |
| 46 | Чеганли, село            | 611                    | 502                    |
| 47 | Чемізла, селище          | 75                     | 55                     |
| 48 | Черемушки, селище        | 44                     | 37                     |
| 19 | Яковлевка, село          | 185                    | 174                    |

## Господарство
Округ є сільськогосподарським. Тут вирощують зернові культури (пшеницю, жито, ячмінь, овес, гречку, кукурудзу), горох, картоплю, буряк. Розводять велику рогату худобу, свиней, коней.
На території округу розвідані родовища вапняку, гіпсу, охри, нафти й газу.

## Особистості
В окрузі народився Моргілевський Іполит Владиславович — історик архітектури, мистецтвознавець, член-кореспондент Академії архітектури СРСР.